# Кампа, Лукас
Лу́кас Ка́мпа (нем. Lukas Kampa; род. 29 ноября 1986 года, Бохум) — немецкий волейболист, связующий сборной Германии, призёр чемпионатов мира и Европы. Лучший связующий чемпионата мира 2014.

## Карьера
Лукас Кампа родился в Бохуме в семье волейболиста Ульриха Кампы, который сыграл 100 игр за национальную сборную Германии в 1970-80 годах. Брат Лукаса Давид тоже волейболист.
Спортивную карьеру начал в родном городе в составе команды VC Telstar Bochum. Наибольших успехов в домашнем первенстве достиг с клубом Фридрихсхафен, в составе которого дважды выигрывал чемпионат Германии (в 2009 и 2010 годах).
В 2013 году выступал за белгородское Белогорье, с которым стал чемпионом России. Также Кампа выступал за харьковский Локомотив, с которым выиграл чемпионат Украины.
С 2014 года выступает в польском чемпионате. Сначала защищал цвета клуба Czarni Radom, а с 2016 года выступает за Ястшембский Венгель, в составе которого стал бронзовым призером чемпионата страны в 2017 году.
В сборной Германии Лукас Кампа дебютировал в 2008 году, в 2012 выступал в составе сборной на Олимпиаде в Лондоне. Он играл во всех шести встречах, занимая позицию основного связующего команды. За весь турнир Кампа заработал 15 очков (5 очков в атаке, 7 на блоке и 3 на подаче).
В 2014 году Кампа помог сборной Германии завоевать бронзовые медали чемпионата мира, который проходил в Польше. По итогам турнира он был признан лучшим связующим чемпионата. В 2017 году стал вице-чемпионом Европы.